# Blepharosis smaragdistis
Blepharosis smaragdistis là một loài bướm đêm trong họ Noctuidae.